# Div
 Ovo je glavno značenje pojma Div. Za druga značenja pogledajte Div (razdvojba).
Div je mitološko stvorenje koje odlikuje velika snaga i veličina.
U nekim mitologijiama (npr. nordijskoj, starogrčkoj) divovi su primarno bića u borbi protiv bogova.
U bajkama divovi se obično prikazuju kao glupa i zla bića.

## Primjeri za divove u literaturi i mitologiji
- Golijat – biblijski vođa Filistejaca
- Titani
- Giganti
- Kiklopi – divovi s jedním okom
- Hekatonhiri
- Nefili
- nordijski divovi: Hrimnir, Vidblindi, Bölþorn, Egdir, Hrim, Im, Ymir, Aegir, Sokmimir